# Сандомежка епархия
Сандомежката епархия (на полски: Diecezja sandomierska; на латински: Dioecesis Sandomiriensis) е административно-териториална единица на католическата църква в Полша, западен обред. Суфраганна епископия на Люблинската митрополия. Установена на 30 юни 1818 година от папа Пий VII. В годините 1981 – 1992 носи името Сандомежко-Радомска. Настоящата и територия е утвърдена на 25 март 1992 година с булата „Totus Tuus Poloniae Populus“ на папа Йоан-Павел II. Заема площ от 7 850 км2 и има 654 398 верни. Седалище на епископа е град Сандомеж.

## Деканати
В състава на епархията влизат двадесет и пет деканата.
| - Деканат „Баранув Сандомерски“ - Деканат „Гожице“ - Деканат „Завихост“ - Деканат „Закликув“ - Деканат „Климонтув“ - Деканат „Копшивница“ - Деканат „Кунув“ - Деканат „Модлибожице“ - Деканат „Ниско“ | - Деканат „Нова Демба“ - Деканат „Ожарув“ - Деканат „Опатув“ - Деканат „Островец Швентокшиски“ - Деканат „Пишница“ - Деканат „Поланец“ - Деканат „Ранижув“ - Деканат „Рудник над Санем“ - Деканат „Сандомеж“ | - Деканат „Стальова Воля“ - Деканат „Сташув“ - Деканат „Тарнобжег“ - Деканат „Улянув“ - Деканат „Швенти Кшиж“ - Деканат „Шевна“ - Деканат „Янув Любелски“ |  |